# Кюрзино
Кюрзино — деревня в Вытегорском районе Вологодской области.
Входит в состав Андомского сельского поселения, с точки зрения административно-территориального деления — в Андомский сельсовет.
Расстояние по автодороге до районного центра Вытегры — 37 км, до центра муниципального образования села Андомский Погост — 5 км. Ближайшие населённые пункты — Березина, Гуляево, Демино, Коровкино, Ладина, Митрово, Михалево.
По переписи 2002 года население — 13 человек.